# Nina Karlowna Bari

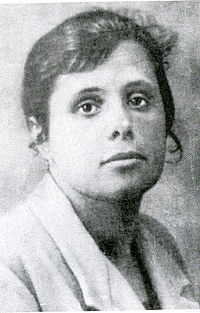
Nina Karlowna Bari

Nina Karlowna Bari (russisch Нина Карловна Бари; * 6. Novemberjul. / 19. November 1901greg. in Moskau; † 15. Juli 1961 ebenda) war eine russische Mathematikerin, die sich insbesondere mit reeller Analysis beschäftigte.

## Herkunft und Ausbildung
Bari war die Tochter eines Arztes und studierte 1918 bis 1921 an der Lomonossow-Universität bei Nikolai Nikolajewitsch Lusin – als erster weiblicher Student. Sie studierte dann weiter am Institut für Mathematik und Mechanik bei Lusin, während sie gleichzeitig an verschiedenen Moskauer Instituten unterrichtete. 1926 wurde sie mit einer preisgekrönten Arbeit (Glawnauk-Preis) über Fourierreihen promoviert.

## Karriere
1927 arbeitete sie in Paris bei Jacques Hadamard, danach in Lwów (wo sie den polnischen Mathematikerkongress besuchte), 1928 in Bologna und 1929 nochmals mit einem Rockefeller-Stipendium in Paris. 1932 wurde sie Professorin an der Universität Moskau, wo sie sich 1935 als erste Frau in Russland habilitierte (russischer Doktorgrad). Der Grad wurde ihr ohne Einreichung einer Arbeit in Anerkennung ihrer bisherigen wissenschaftlichen Leistungen erteilt.
Nina Bari gab gesammelten Werke von Nikolai Lusin heraus. Sie befasste sich speziell mit Fourierreihen. Eine Monographie darüber erschien nach ihrem Tod. Daneben schrieb sie Lehrbücher über höhere Algebra (1932) und Reihen (1936) und übersetzte das Buch von Henri Lebesgue über Integration. In der Theorie der Fourierreihen erweiterte sie die Ergebnisse von Georg Cantor über die Eindeutigkeit der Darstellung einer Funktion f durch Fourierreihen bei punktweiser Konvergenz der Reihen. Cantor und seine Nachfolger hatten gezeigt, dass die Eindeutigkeit auch dann gilt, wenn sich die Fourierreihen an abzählbar unendlich vielen Stellen nicht gleichen oder an diesen divergieren. Nina Bari erweiterte das 1927 auch auf einige Fälle mit nicht-abzählbar unendlich (überabzählbar) viele Ausnahmestellen.

## Privatleben
Sie war mit dem Mathematiker Wiktor Nemyzki verheiratet, mit dem sie auch das Hobby des Bergsteigens (im Kaukasus, Pamir-Gebirge, Altai, Tian-Schan u. a.) teilte.
Sie starb 1961, als sie vor einen Zug der Moskauer U-Bahn geriet. Es gingen Gerüchte eines Suizids um, wobei als Motiv der Tod ihres Lehrers Lusin elf Jahre zuvor angeführt wurde.

## Schriften
- A treatise on trigonometric series. 2 Bände, New York 1964.